# Dorotea Augusta de Schleswig-Holstein-Sonderburg
Dorotea Augusta de Schleswig-Holstein-Sonderburg ( 30 de septiembre de 1636 - 28 de febrero de 1662 ) fue una princesa danesa - alemana que fue landgravina de Hessen-Itter de 1661 a 1662 . Era hija del duque Juan Cristián de Schleswig-Holstein-Sonderburg y se casó con el landgrave Jorge III de Hesse-Itter .

## Biografía
Dorothea Augusta nació el 30 de septiembre de 1636 en Sonderburg en Als como la hija mayor del duque Juan Cristián de Schleswig-Holstein-Sonderburg en su matrimonio con Ana de Oldemburgo- Delmenhorst .
Se casó el 5 de mayo de 1661 en Sonderburg con el Conde Jorge III de Hesse-Itter , que era un hijo menor del Conde Jorge II de Hesse-Darmstadt . A la muerte de su padre, el hermano mayor de Georg, Luis VI, se convirtió en landgrave de Hesse-Darmstadt , dejando a Jorge el pequeño estado Itter en el valle de Eder alrededor de la ciudad de Vöhl como línea segundogenita .
Dorotea Augusta murió poco después de la boda, el 28 de febrero de 1662 en Vöhl . Su esposo Jorge se volvió a casar después de su muerte con Juliana Alejandra de Leiningen.
- Datos: Q10268423